# Bitwa pod Rządzem
Bitwa pod Rządzem  też bitwa nad jeziorem Rządzkim – bitwa stoczona latem 1243 lub w lutym 1244 roku, pomiędzy Prusami wspomaganymi przez Litwinów i Jaćwięgów a wojskami zakonu krzyżackiego podczas I powstania pruskiego.
Wykorzystując osłabienie Krzyżaków podczas walk z księciem gdańskim Świętopełkiem, Prusowie z Pomezanii, Pogezani i Warmii chwycili za broń. W wyniku ogólnego powstania Krzyżacy utracili kontrolę na znacznym obszarze opanowanych przez siebie Prus. Ostali się jedynie w zamkach w Toruniu, Chełmnie i Radzyniu Chełmińskim. Zagrożone też były załogi Elbląga i Bałgi. 
Pokonawszy militarnie oraz politycznie Świętopełka gdańskiego, wojska zakonu krzyżackiego przystąpiły do próby powstrzymania zataczającego coraz szersze kręgi powstania ludności pruskiej. Pod Rządzem nieopodal Grudziądza Krzyżacy postanowili zatrzymać niszczący pochód pogan. Na początku bitwy Prusowie poszli w rozsypkę, nie wytrzymując ataku ciężkiej jazdy krzyżackiej. Jeźdźcy rzucili się do pościgu. Wtedy też Prusowie, wykorzystując manewr pozorowanej ucieczki, zawrócili i stawili zaciekły opór. Bitwa była krwawa, a wojska krzyżackie zostały całkowicie rozbite. Liczba strat po stronie zakonu miała sięgnąć aż 400 osób, w tym dużą ilość rycerzy zakonnych wraz z marszałkiem Berlewinem von Freibergiem oraz byłym marszałkiem Dytrykiem von Bernheimem. Militarny sukces Prusów ożywił aktywność wojskową księcia Świętopełka, który spalił Chełmno, zajął Zantyr, wybudował nowy gród w Świeciu. Krzyżacy próbowali przy pomocy księcia kujawskiego Kazimierza przeciwdziałać poczynaniom Świętopełka, ale ich działania spełzły na niczym. 
W wyniku zaciętych i krwawych walk, a co za tym idzie wyczerpania sił wszystkich stron, nastąpiło wyciszenie konfliktu. Krzyżacy podjęli silną akcję dyplomatyczną mającą na celu zdyskredytowanie poczynań Świętopełka w oczach papiestwa. Przerwa w działaniach wojennych trwała do roku 1247, w którym to siły krzyżackie przeszły do kontrofensywy militarnej w Pomezanii i Pogezanii.   